# Polypedilum circulum
Polypedilum circulum är en tvåvingeart som beskrevs av Chaudhuri och Chattopadhyay 1990. Polypedilum circulum ingår i släktet Polypedilum och familjen fjädermyggor. Inga underarter finns listade i Catalogue of Life.